# Máquina elétrica
Em eletricidade, máquinas elétricas são máquinas eletromecânicas cujo funcionamento baseia-se no fenómeno da indução eletromagnética. 
As máquinas elétricas são, basicamente, divididas em dois tipos: máquinas elétricas estáticas e rotativas. As primeiras são aquelas que na sua constituição e durante o seu funcionamento não possuem nenhuma parte em movimento, como é o caso dos transformadores, e as segundas são as que na sua constituição existe uma parte móvel (no sentido rotacional), como é o caso dos motores e geradores.

## Classificação
As máquinas elétricas são classificadas de acordo com o tipo de seu movimento, sua velocidade, a natureza da corrente e o numero de fases.
Quanto ao movimento classificam-se̠ emː máquinas rotativas e máquinas estáticas ou estacionarias. Quanto à velocidade classificam-se emː máquinas síncronas e máquinas assíncronas. Quanto à natureza da corrente as máquinas elétricas são classificadas emː máquinas de corrente contínua e máquinas de indução ou de corrente alternada. Quanto ao numero de fases são classificadas emː máquinas monofásicas e máquinas polifásicas, sendo que as máquinas trifásicas são as mais comuns.

## Máquinas rotativas
Máquinas rotativas são aquelas que convertem a energia elétrica em energia mecânica ou a energia mecânica em elétrica
. Fazem parte desta categoria as seguintes maquinas̠ː

### Motores eléctricos
São máquinas que convertem a energia elétrica aplicada aos seus terminais para energia mecânica, disponibilizada no seu eixo (movimento de rotação).

### Geradores elétricos
São máquinas que convertem a energia mecânica aplicada ao seu eixo para energia elétrica disponibilizada nos seus terminais.

## Máquinas estáticas ou estacionárias
São máquinas estáticas, que não produzem movimento no seu funcionamento. Fazem parte desta categoria os transformadores elétricos.

### Transformadores
São máquinas que fazem a transformação de energia elétrica com a função de adaptar tensões (elevação ou abaixamento) além de, em certos tipos, fazer o isolamento galvânico (elétrico) entre primário e secundário.

## Principio de funcionamento
O estudo acadêmico das máquinas elétricas envolve o estudo tanto dos geradores elétricos quanto dos motores elétricos, e o termo máquinas elétricas é sinônimo de ambos equipamentos. Os geradores elétricos convertem energia mecânica em energia elétrica e os motores elétricos, ao contrário, convertem energia elétrica em energia mecânica. Tanto os motores quanto os geradores caracterizam-se pela ocorrência de movimento em seu funcionamento. Tal movimento pode ser rotativo ou linear.
Os transformadores elétricos, apesar de não terem o seu funcionamento caracterizado pela ocorrência de movimento, também são considerados máquinas elétricas por usarem o fenômeno da indução eletromagnética.
Todas as máquinas modernas estão baseadas na Lei da indução de Faraday e utilizam o fato de que, um campo magnético variável produz força eletromotriz, ou seja, tensão elétrica.